# HD17775
HD17775 — хімічно пекулярна зоря спектрального класу A1, що має видиму зоряну величину в смузі V приблизно  8,1.
Вона  розташована на відстані близько 508,8 світлових років від Сонця.

## Пекулярний хімічний вміст
Зоряна атмосфера GSC4052-1664 має підвищений вміст 
Cr
.

## Магнітне поле
Спектр даної зорі вказує на наявність магнітного поля у її зоряній атмосфері.
Напруженість повздовжної компоненти поля оціненої з аналізу
наявних ліній металів
становить  376,0± 100,0 Гаус.